# راندي كامب
راندي كامب هو سياسي كندي، ولد في 30 أغسطس 1953 في سالمون آرم في كندا. نشط حزبياً في حزب المحافظين الكندي. في الانتخابات الاتحادية الكندية 2011 ‏، انتخب عضو مجلس العموم الكندي عن دائرة Pitt Meadows—Maple Ridge—Mission ‏ وقد انضم خلال فترته النيابية ‏ (2 مايو 2011 – 18 أكتوبر 2015) للكتلة البرلمانية حزب المحافظين الكندي وفي الانتخابات الاتحادية الكندية 2008 ‏، انتخب عضو مجلس العموم الكندي عن دائرة Pitt Meadows—Maple Ridge—Mission ‏ وقد انضم خلال فترته النيابية ‏ (14 أكتوبر 2008 – 1 مايو 2011) للكتلة البرلمانية حزب المحافظين الكندي وانتخب عضو مجلس العموم الكندي عن دائرة Pitt Meadows—Maple Ridge—Mission ‏ وقد انضم خلال فترته النيابية ‏ للكتلة البرلمانية حزب المحافظين الكندي.